# Saison 1935-1936 de l'Amiens AC
Maillots
Chronologie
Saison précédente Saison suivante
La saison 1935-1936 de l'Amiens AC est la saison sportive de septembre 1935 à mai 1936 de l'Amiens Athlétic Club, club de football situé à Amiens.
L'Amiens AC dispute sa troisième saison en professionnel. Le club est engagé en Division interrégionale, le deuxième niveau professionnel. De nombreux changements s'opèrent dans l'équipe, avec notamment la venue de quatre Autrichiens. Grâce aux moyens investis, le club réalise une bonne première partie de saison, en restant troisième ou quatrième de la 12e à la 25e journée, proche des deux premières places permettant l'accession en première division. Malgré cela, l'Amiens AC concède huit défaites sur les 18 matchs de la phase retour et ne finit que cinquième, à douze points de la deuxième place.
En Coupe de France, le club est éliminé en 8e de finale une nouvelle fois par le Red Star Olympique, quadruple vainqueur de l'épreuve.
Comme lors de la saison précédente, Pierre Illiet termine meilleur buteur, de peu devant Josef Hanke. L'équipe-type de la saison est : Lesieur - Reid, Delacourt - Cardon, Kellinger, Ottavis - Borsenberger, Hanke, Illiet, Buge, Thévenot

## Résumé de la saison

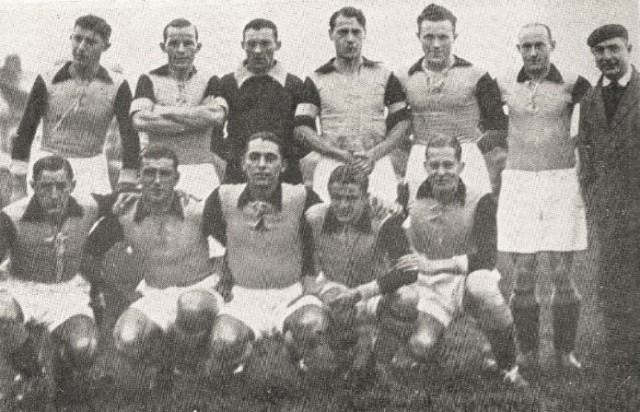
L'équipe en octobre ou novembre 1935.

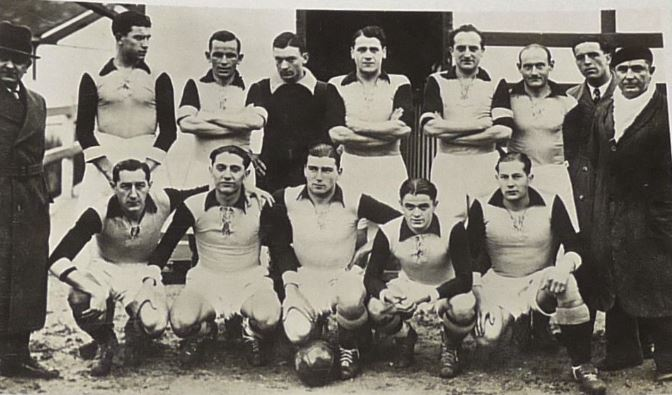
L'équipe le 17 novembre 1935 avant son match face au CA Paris.

L'Amiens AC réalise un bon début de saison. Après la 14e journée, le club est troisième. Il affronte le RC Roubaix, deuxième, pour la 15e journée, mas perd par 3-2. La deuxième partie de saison est plus délicate, avec huit défaites en 17 matchs. Le club termine finalement cinquième.

## Effectif et statistiques
| P   | Joueur               | Âge    | Depuis | Cht | But inscrit | CF | But inscrit |
| --- | -------------------- | ------ | ------ | --- | ----------- | -- | ----------- |
| G   | Robert Lesieur       |        |        | 30  |             | 4  |             |
| G   | André Vaillant       |        |        | 4   |             |    |             |
| D   | Paul Delacourt       |        | 1935   | 25  |             | 3  |             |
| D   | Ferenc Niko          |        | 1933   | 6   |             | 4  | 1           |
| D   | James Reid           |        | 1934   | 33  | 2           | 4  |             |
| D/M | Alfred Thurotte      |        |        | 15  |             |    |             |
| M   | Fernand Blot         |        |        | 1   |             |    |             |
| M   | Jean Cardon          | 19 ans | 1934   | 29  |             | 3  |             |
| M   | Franz Kellinger      |        | 1935   | 21  | 2           |    |             |
| M   | Albert Ottavis       |        | 1934   | 31  |             | 4  |             |
| M   | Raymond Redel        |        | 1935   | 6   |             | 2  |             |
| M   | Harry Ward           |        | 1935   | 7   |             |    |             |
| A   | Charles Borsenberger | 29 ans | 1935   | 31  | 7           | 4  | 1           |
| A   | Julien Buge          | 22 ans | 1935   | 21  | 2           | 4  |             |
| A   | Josef Hanke          |        | 1935   | 34  | 21          | 4  | 4           |
| A   | Pierre Illiet        |        |        | 31  | 22          | 4  | 6           |
| A   | Clément Machu        |        | 1935   | 18  | 4           |    |             |
| A   | Pierre Planchais     |        |        | 3   |             |    |             |
| A   | Henry Poujol         |        |        | 1   |             |    |             |
| A   | Paul Sachy           |        | 1934   | 2   |             |    |             |
| A   | Roger Thévenot       | 23 ans | 1935   | 25  | 7           | 4  |             |
|     | contre son camp      |        |        |     | 3           |    |             |
|     | données manquantes   |        |        |     | 1           |    | 1           |

## Résultats

### Division interrégionnale
Les compositions d'équipe proviennent des comptes-rendu d'époque de L'Auto. Ceux-ci peuvent contenir des erreurs. Les noms, régulièrement mal orthographiés, ont été correctement retranscrits.
| 1er journée – e       | Amiens AC                                                                                       | 2 – 0   | SO montpelliérain |                                            |                                            |
| Dimanche 18 août 1935 |                                                                                                 | (–)     |                   | Stade Moulonguet, Amiens Diffuseur : Aucun | Stade Moulonguet, Amiens Diffuseur : Aucun |
| Dimanche 18 août 1935 | Rapport                                                                                         |         |                   | Stade Moulonguet, Amiens Diffuseur : Aucun | Stade Moulonguet, Amiens Diffuseur : Aucun |
| Dimanche 18 août 1935 | Lesieur - Delacourt, Reid - Redel, Ward, Thurotte - Borsenberger, Illiet, Hanke, Buge, Thévenot | Équipes |                   | Stade Moulonguet, Amiens Diffuseur : Aucun | Stade Moulonguet, Amiens Diffuseur : Aucun |

| 2e journée – e        | FC Nancy | 1 – 5   | Amiens AC                                                                                       |                   |                   |
| Dimanche 25 août 1935 |          | (–)     |                                                                                                 | Diffuseur : Aucun | Diffuseur : Aucun |
| Dimanche 25 août 1935 | Rapport  |         |                                                                                                 | Diffuseur : Aucun | Diffuseur : Aucun |
| Dimanche 25 août 1935 |          | Équipes | Lesieur - Delacourt, Reid - Redel, Ward, Thurotte - Borsenberger, Illiet, Hanke, Buge, Thévenot | Diffuseur : Aucun | Diffuseur : Aucun |

| 3e journée – e              | FC rouennais | 5 – 0   | Amiens AC                                                                                        |                   |                   |
| Dimanche 1er septembre 1935 |              | (–)     |                                                                                                  | Diffuseur : Aucun | Diffuseur : Aucun |
| Dimanche 1er septembre 1935 | Rapport      |         |                                                                                                  | Diffuseur : Aucun | Diffuseur : Aucun |
| Dimanche 1er septembre 1935 |              | Équipes | Lesieur - Reid, Delacourt - Redel, Ward, Thurotte - Planchais, Illiet, Hanke, Borsenberger, Buge | Diffuseur : Aucun | Diffuseur : Aucun |

| 4e journée – 2e           | Amiens AC                                                                                           | 2 – 1   | OGC Nice |                                            |                                            |
| Dimanche 8 septembre 1935 | | (–)     |          | Stade Moulonguet, Amiens Diffuseur : Aucun | Stade Moulonguet, Amiens Diffuseur : Aucun |
| Dimanche 8 septembre 1935 | Rapport                                                                                             |         |          | Stade Moulonguet, Amiens Diffuseur : Aucun | Stade Moulonguet, Amiens Diffuseur : Aucun |
| Dimanche 8 septembre 1935 | Lesieur - Delacourt, Thurotte - Redel, Ward, Ottavis - Borsenberger, Illiet, Planchais, Hanke, Buge | Équipes |          | Stade Moulonguet, Amiens Diffuseur : Aucun | Stade Moulonguet, Amiens Diffuseur : Aucun |

| 5e journée – 7e            | US boulonnaise | 4 – 3   | Amiens AC                                                                                       |                   |                   |
| Dimanche 15 septembre 1935 |                | (1 – 3) |                                                                                                 | Diffuseur : Aucun | Diffuseur : Aucun |
| Dimanche 15 septembre 1935 | Rapport        |         |                                                                                                 | Diffuseur : Aucun | Diffuseur : Aucun |
| Dimanche 15 septembre 1935 |                | Équipes | Lesieur - Reid, Thurotte - Redel, Ward, Ottavis - Illiet, Machu, Hanke, Borsenberger, Planchais | Diffuseur : Aucun | Diffuseur : Aucun |

| 6e journée – 6e            | Amiens AC                                                                                    | 2 – 1   | Olympique de Lyon-Villeurbanne |                                            |                                            |
| Dimanche 22 septembre 1935 |                                                                                              | (–)     |                                | Stade Moulonguet, Amiens Diffuseur : Aucun | Stade Moulonguet, Amiens Diffuseur : Aucun |
| Dimanche 22 septembre 1935 | Rapport, Rapport                                                                             |         |                                | Stade Moulonguet, Amiens Diffuseur : Aucun | Stade Moulonguet, Amiens Diffuseur : Aucun |
| Dimanche 22 septembre 1935 | Lesieur - Delacourt, Reid - Cardon, Ward, Ottavis - Illiet, Hanke, Sachy, Borsenberger, Buge | Équipes |                                | Stade Moulonguet, Amiens Diffuseur : Aucun | Stade Moulonguet, Amiens Diffuseur : Aucun |

| 7e journée – 8e            | Stade Malherbe caennais | 3 – 2   | Amiens AC                                                                                    |                   |                   |
| Dimanche 29 septembre 1935 |                         | (–)     |                                                                                              | Diffuseur : Aucun | Diffuseur : Aucun |
| Dimanche 29 septembre 1935 | Rapport                 |         |                                                                                              | Diffuseur : Aucun | Diffuseur : Aucun |
| Dimanche 29 septembre 1935 |                         | Équipes | Lesieur - Delacourt, Reid - Cardon, Ward, Ottavis - Illiet, Borsenberger, Hanke, Sachy, Buge | Diffuseur : Aucun | Diffuseur : Aucun |

| 8e journée – 8e         | Amiens AC                                                                                       | 4 – 1   | AS Troyes |                                                                        |                                                                        |
| Dimanche 6 octobre 1935 |                                                                                                 | (1 – 0) |           | Stade Moulonguet, Amiens Spectateurs : 3 000 environ Diffuseur : Aucun | Stade Moulonguet, Amiens Spectateurs : 3 000 environ Diffuseur : Aucun |
| Dimanche 6 octobre 1935 | Rapport, Rapport                                                                                |         |           | Stade Moulonguet, Amiens Spectateurs : 3 000 environ Diffuseur : Aucun | Stade Moulonguet, Amiens Spectateurs : 3 000 environ Diffuseur : Aucun |
| Dimanche 6 octobre 1935 | Lesieur - Niko, Delacourt - Cardon, Thurotte, Ottavis - Illiet, Borsenberger, Hanke, Reid, Buge | Équipes |           | Stade Moulonguet, Amiens Spectateurs : 3 000 environ Diffuseur : Aucun | Stade Moulonguet, Amiens Spectateurs : 3 000 environ Diffuseur : Aucun |

| 9e journée – 7e          | FCO Charleville | 1 – 2   | Amiens AC                                                                                       |                   |                   |
| Dimanche 13 octobre 1935 |                 | (0 – 0) |                                                                                                 | Diffuseur : Aucun | Diffuseur : Aucun |
| Dimanche 13 octobre 1935 | Rapport         |         |                                                                                                 | Diffuseur : Aucun | Diffuseur : Aucun |
| Dimanche 13 octobre 1935 |                 | Équipes | Lesieur - Delacourt, Niko - Cardon, Thurotte, Ottavis - Buge, Reid, Hanke, Illiet, Borsenberger | Diffuseur : Aucun | Diffuseur : Aucun |

| 10e journée – 5e         | Amiens AC                                                                                      | 5 – 2   | Olympique dunkerquois |                                            |                                            |
| Dimanche 20 octobre 1935 |                                                                                                | (2 – 1) |                       | Stade Moulonguet, Amiens Diffuseur : Aucun | Stade Moulonguet, Amiens Diffuseur : Aucun |
| Dimanche 20 octobre 1935 | Rapport                                                                                        |         |                       | Stade Moulonguet, Amiens Diffuseur : Aucun | Stade Moulonguet, Amiens Diffuseur : Aucun |
| Dimanche 20 octobre 1935 | Lesieur - Reid, Niko - Cardon, Thurotte, Ottavis - Borsenberger, Illiet, Hanke, Buge, Thévenot | Équipes |                       | Stade Moulonguet, Amiens Diffuseur : Aucun | Stade Moulonguet, Amiens Diffuseur : Aucun |

| 11e journée – 5e         | Le Havre AC | Reporté | Amiens AC |                   |                   |
| Dimanche 3 novembre 1935 |             | (–)     |           | Diffuseur : Aucun | Diffuseur : Aucun |
| Dimanche 3 novembre 1935 | [ Rapport]  |         |           | Diffuseur : Aucun | Diffuseur : Aucun |

| 12e journée – 3e          | Amiens AC                                                                                    | 2 – 1   | Stade de Reims |                                                                        |                                                                        |
| Dimanche 10 novembre 1935 |                                                                                              | (0 – 1) |                | Stade Moulonguet, Amiens Spectateurs : 2 500 environ Diffuseur : Aucun | Stade Moulonguet, Amiens Spectateurs : 2 500 environ Diffuseur : Aucun |
| Dimanche 10 novembre 1935 | Rapport, Rapport                                                                             |         |                | Stade Moulonguet, Amiens Spectateurs : 2 500 environ Diffuseur : Aucun | Stade Moulonguet, Amiens Spectateurs : 2 500 environ Diffuseur : Aucun |
| Dimanche 10 novembre 1935 | Lesieur - Reid, Niko - Cardon, Thurotte, Ottavis - Borsenberger, Hanke, Illiet, Buge, Poujol | Équipes |                | Stade Moulonguet, Amiens Spectateurs : 2 500 environ Diffuseur : Aucun | Stade Moulonguet, Amiens Spectateurs : 2 500 environ Diffuseur : Aucun |

| 13e journée – 3e          | CA Paris | 1 – 5   | Amiens AC                                                                                   |                                        |                                        |
| Dimanche 17 novembre 1935 |          | (0 – 3) |                                                                                             | Stade Buffalo, Paris Diffuseur : Aucun | Stade Buffalo, Paris Diffuseur : Aucun |
| Dimanche 17 novembre 1935 | Rapport  |         |                                                                                             | Stade Buffalo, Paris Diffuseur : Aucun | Stade Buffalo, Paris Diffuseur : Aucun |
| Dimanche 17 novembre 1935 |          | Équipes | Lesieur - Reid, Niko - Cardon, Redel, Ottavis - Borsenberger, Hanke, Illiet, Buge, Thévenot | Stade Buffalo, Paris Diffuseur : Aucun | Stade Buffalo, Paris Diffuseur : Aucun |

| 14e journée – 3e         | Amiens AC                                                                                             | 0 – 0   | AS Saint-Étienne |                                            |                                            |
| Dimanche 8 décembre 1935 | | (0 – 0) |                  | Stade Moulonguet, Amiens Diffuseur : Aucun | Stade Moulonguet, Amiens Diffuseur : Aucun |
| Dimanche 8 décembre 1935 | Rapport                                                                                               |         |                  | Stade Moulonguet, Amiens Diffuseur : Aucun | Stade Moulonguet, Amiens Diffuseur : Aucun |
| Dimanche 8 décembre 1935 | Lesieur - Reid, Delacourt - Cardon, Kellinger, Ottavis - Borsenberger, Hanke, Machu, Illiet, Thévenot | Équipes |                  | Stade Moulonguet, Amiens Diffuseur : Aucun | Stade Moulonguet, Amiens Diffuseur : Aucun |

| 15e journée – 4e          | RC Roubaix | 3 – 2   | Amiens AC                                                                                            |                   |                   |
| Dimanche 22 décembre 1935 |            | (2 – 0) | | Diffuseur : Aucun | Diffuseur : Aucun |
| Dimanche 22 décembre 1935 | Rapport    |         | | Diffuseur : Aucun | Diffuseur : Aucun |
| Dimanche 22 décembre 1935 |            | Équipes | Lesieur - Reid, Delacourt - Cardon, Kellinger, Ottavis - Borsenberger, Hanke, Illiet, Buge, Thévenot | Diffuseur : Aucun | Diffuseur : Aucun |

| 16e journée – 3e          | Amiens AC                                                                                     | 4 – 2   | RC Calais |                                            |                                            |
| Mercredi 25 décembre 1935 |                                                                                               | (2 – 1) |           | Stade Moulonguet, Amiens Diffuseur : Aucun | Stade Moulonguet, Amiens Diffuseur : Aucun |
| Mercredi 25 décembre 1935 | Rapport                                                                                       |         |           | Stade Moulonguet, Amiens Diffuseur : Aucun | Stade Moulonguet, Amiens Diffuseur : Aucun |
| Mercredi 25 décembre 1935 | Lesieur - Reid, Delacourt - Cardon, Kellinger, Ottavis - Machu, Hanke, Illiet, Buge, Thévenot | Équipes |           | Stade Moulonguet, Amiens Diffuseur : Aucun | Stade Moulonguet, Amiens Diffuseur : Aucun |

| 11e journée – 3e          | Le Havre AC | 1 – 2 | Amiens AC                                                                                       |                   |                   |
| Dimanche 29 décembre 1935 |             | (–)   | Lesieur - Reid, Delacourt - Cardon, Niko, Ottavis - Borsenberger, Hanke, Illiet, Buge, Thévenot | Diffuseur : Aucun | Diffuseur : Aucun |
| Dimanche 29 décembre 1935 | Rapport     |       |                                                                                                 | Diffuseur : Aucun | Diffuseur : Aucun |

| 17e journée – 3e         | RC lensois | 1 – 1   | Amiens AC                                                                                            |                   |                   |
| Dimanche 19 janvier 1936 |            | (–)     | | Diffuseur : Aucun | Diffuseur : Aucun |
| Dimanche 19 janvier 1936 | Rapport    |         | | Diffuseur : Aucun | Diffuseur : Aucun |
| Dimanche 19 janvier 1936 |            | Équipes | Lesieur - Reid, Delacourt - Cardon, Kellinger, Ottavis - Borsenberger, Hanke, Illiet, Buge, Thévenot | Diffuseur : Aucun | Diffuseur : Aucun |

| 18e journée – 4e         | SO montpelliérain | 2 – 1   | Amiens AC                                                                                            |                   |                   |
| Dimanche 26 janvier 1936 |                   | (–)     | | Diffuseur : Aucun | Diffuseur : Aucun |
| Dimanche 26 janvier 1936 | Rapport           |         | | Diffuseur : Aucun | Diffuseur : Aucun |
| Dimanche 26 janvier 1936 |                   | Équipes | Vaillant - Reid, Delacourt - Cardon, Kellinger, Ottavis - Borsenberger, Hanke, Machu, Buge, Thévenot | Diffuseur : Aucun | Diffuseur : Aucun |

| 19e journée – 4e         | Amiens AC                                                                                             | 6 – 1   | FC Nancy |                                            |                                            |
| Dimanche 16 février 1936 | | (3 – 0) |          | Stade Moulonguet, Amiens Diffuseur : Aucun | Stade Moulonguet, Amiens Diffuseur : Aucun |
| Dimanche 16 février 1936 | Rapport                                                                                               |         |          | Stade Moulonguet, Amiens Diffuseur : Aucun | Stade Moulonguet, Amiens Diffuseur : Aucun |
| Dimanche 16 février 1936 | Lesieur - Reid, Delacourt - Cardon, Kellinger, Ottavis - Borsenberger, Machu, Illiet, Hanke, Thévenot | Équipes |          | Stade Moulonguet, Amiens Diffuseur : Aucun | Stade Moulonguet, Amiens Diffuseur : Aucun |

| 20e journée – 4e         | Amiens AC | 2 – 0   | FC rouennais                                                                                          |                                                                        |                                                                        |
| Dimanche 23 février 1936 |           | (2 – 0) | | Stade Moulonguet, Amiens Spectateurs : 7 000 environ Diffuseur : Aucun | Stade Moulonguet, Amiens Spectateurs : 7 000 environ Diffuseur : Aucun |
| Dimanche 23 février 1936 | Rapport   |         | | Stade Moulonguet, Amiens Spectateurs : 7 000 environ Diffuseur : Aucun | Stade Moulonguet, Amiens Spectateurs : 7 000 environ Diffuseur : Aucun |
| Dimanche 23 février 1936 |           | Équipes | Lesieur - Reid, Delacourt - Cardon, Kellinger, Ottavis - Borsenberger, Machu, Illiet, Hanke, Thévenot | Stade Moulonguet, Amiens Spectateurs : 7 000 environ Diffuseur : Aucun | Stade Moulonguet, Amiens Spectateurs : 7 000 environ Diffuseur : Aucun |

| 21e journée – 4e       | OGC Nice | 2 – 0   | Amiens AC                                                                                            |                   |                   |
| Dimanche 1er mars 1936 |          | (0 – 0) | | Diffuseur : Aucun | Diffuseur : Aucun |
| Dimanche 1er mars 1936 | Rapport  |         | | Diffuseur : Aucun | Diffuseur : Aucun |
| Dimanche 1er mars 1936 |          | Équipes | Lesieur - Reid, Thurotte - Cardon, Kellinger, Ottavis - Borsenberger, Machu, Illiet, Hanke, Thévenot | Diffuseur : Aucun | Diffuseur : Aucun |

| 22e journée – 4e     | Amiens AC                                                                                             | 4 – 2   | US boulonnaise |                                                                        |                                                                        |
| Dimanche 8 mars 1936 | | (1 – 1) |                | Stade Moulonguet, Amiens Spectateurs : 2 000 environ Diffuseur : Aucun | Stade Moulonguet, Amiens Spectateurs : 2 000 environ Diffuseur : Aucun |
| Dimanche 8 mars 1936 | Rapport, Rapport                                                                                      |         |                | Stade Moulonguet, Amiens Spectateurs : 2 000 environ Diffuseur : Aucun | Stade Moulonguet, Amiens Spectateurs : 2 000 environ Diffuseur : Aucun |
| Dimanche 8 mars 1936 | Lesieur - Reid, Delacourt - Cardon, Kellinger, Ottavis - Borsenberger, Machu, Illiet, Hanke, Thévenot | Équipes |                | Stade Moulonguet, Amiens Spectateurs : 2 000 environ Diffuseur : Aucun | Stade Moulonguet, Amiens Spectateurs : 2 000 environ Diffuseur : Aucun |

| 23e journée – 4e      | Olympique de Lyon-Villeurbanne | 2 – 2   | Amiens AC                                                                                             |                   |                   |
| Dimanche 15 mars 1936 |                                | (–)     | | Diffuseur : Aucun | Diffuseur : Aucun |
| Dimanche 15 mars 1936 | Rapport                        |         | | Diffuseur : Aucun | Diffuseur : Aucun |
| Dimanche 15 mars 1936 |                                | Équipes | Lesieur - Reid, Delacourt - Cardon, Kellinger, Ottavis - Borsenberger, Machu, Illiet, Hanke, Thévenot | Diffuseur : Aucun | Diffuseur : Aucun |

| 24e journée – 4e      | Amiens AC                                                                                    | 1 – 3   | Stade Malherbe caennais |                                            |                                            |
| Dimanche 22 mars 1936 |                                                                                              | (1 – 3) |                         | Stade Moulonguet, Amiens Diffuseur : Aucun | Stade Moulonguet, Amiens Diffuseur : Aucun |
| Dimanche 22 mars 1936 | Rapport                                                                                      |         |                         | Stade Moulonguet, Amiens Diffuseur : Aucun | Stade Moulonguet, Amiens Diffuseur : Aucun |
| Dimanche 22 mars 1936 | Lesieur - Reid, Thurotte - Cardon, Kellinger, Ottavis - Illiet, Machu, Hanke, Buge, Thévenot | Équipes |                         | Stade Moulonguet, Amiens Diffuseur : Aucun | Stade Moulonguet, Amiens Diffuseur : Aucun |

| 25e journée – 4e      | AS Troyes | 1 – 2   | Amiens AC                                                                                             |                   |                   |
| Dimanche 29 mars 1936 |           | (–)     | | Diffuseur : Aucun | Diffuseur : Aucun |
| Dimanche 29 mars 1936 | Rapport   |         | | Diffuseur : Aucun | Diffuseur : Aucun |
| Dimanche 29 mars 1936 |           | Équipes | Lesieur - Reid, Delacourt - Cardon, Kellinger, Ottavis - Borsenberger, Machu, Illiet, Hanke, Thévenot | Diffuseur : Aucun | Diffuseur : Aucun |

| 26e journée – 4e      | Amiens AC  | Reporté | FCO Charleville |                                            |                                            |
| Dimanche 5 avril 1936 |            | (–)     |                 | Stade Moulonguet, Amiens Diffuseur : Aucun | Stade Moulonguet, Amiens Diffuseur : Aucun |
| Dimanche 5 avril 1936 | [ Rapport] |         |                 | Stade Moulonguet, Amiens Diffuseur : Aucun | Stade Moulonguet, Amiens Diffuseur : Aucun |

| 27e journée – 5e       | Olympique dunkerquois | 2 – 1   | Amiens AC                                                                                        |                   |                   |
| Dimanche 12 avril 1936 |                       | (1 – 0) |                                                                                                  | Diffuseur : Aucun | Diffuseur : Aucun |
| Dimanche 12 avril 1936 | Rapport               |         |                                                                                                  | Diffuseur : Aucun | Diffuseur : Aucun |
| Dimanche 12 avril 1936 |                       | Équipes | Lesieur - Reid, Ottavis - Cardon, Kellinger, Blot - Borsenberger, Machu, Illiet, Hanke, Thévenot | Diffuseur : Aucun | Diffuseur : Aucun |

| 28e journée – 5e       | Amiens AC                                                                                           | 2 – 1   | Le Havre AC |                                            |                                            |
| Dimanche 19 avril 1936 | | (1 – 0) |             | Stade Moulonguet, Amiens Diffuseur : Aucun | Stade Moulonguet, Amiens Diffuseur : Aucun |
| Dimanche 19 avril 1936 | Rapport                                                                                             |         |             | Stade Moulonguet, Amiens Diffuseur : Aucun | Stade Moulonguet, Amiens Diffuseur : Aucun |
| Dimanche 19 avril 1936 | Lesieur - Reid, Thurotte - Cardon, Kellinger, Ottavis - Borsenberger, Hanke, Illiet, Buge, Thévenot | Équipes |             | Stade Moulonguet, Amiens Diffuseur : Aucun | Stade Moulonguet, Amiens Diffuseur : Aucun |

| 29e journée – 5e       | Stade de Reims | 2 – 1   | Amiens AC                                                                                             |                   |                   |
| Dimanche 26 avril 1936 |                | (0 – 1) | | Diffuseur : Aucun | Diffuseur : Aucun |
| Dimanche 26 avril 1936 | Rapport        |         | | Diffuseur : Aucun | Diffuseur : Aucun |
| Dimanche 26 avril 1936 |                | Équipes | Lesieur - Reid, Delacourt - Cardon, Kellinger, Ottavis - Borsenberger, Machu, Illiet, Hanke, Thévenot | Diffuseur : Aucun | Diffuseur : Aucun |

| 30e journée – 5e    | Amiens AC                                                                                             | 0 – 0   | CA Paris |                                            |                                            |
| Dimanche 3 mai 1936 | | (0 – 0) |          | Stade Moulonguet, Amiens Diffuseur : Aucun | Stade Moulonguet, Amiens Diffuseur : Aucun |
| Dimanche 3 mai 1936 | Rapport                                                                                               |         |          | Stade Moulonguet, Amiens Diffuseur : Aucun | Stade Moulonguet, Amiens Diffuseur : Aucun |
| Dimanche 3 mai 1936 | Lesieur - Thurotte, Delacourt - Cardon, Kellinger, Ottavis - Illiet, Hanke, Machu, Reid, Borsenberger | Équipes |          | Stade Moulonguet, Amiens Diffuseur : Aucun | Stade Moulonguet, Amiens Diffuseur : Aucun |

| 31e journée – 6e     | AS Saint-Étienne | 6 – 2   | Amiens AC                                                                                     |                   |                   |
| Dimanche 10 mai 1936 |                  | (3 – 0) |                                                                                               | Diffuseur : Aucun | Diffuseur : Aucun |
| Dimanche 10 mai 1936 | Rapport          |         |                                                                                               | Diffuseur : Aucun | Diffuseur : Aucun |
| Dimanche 10 mai 1936 |                  | Équipes | Lesieur - Reid, Delacourt - Cardon, Kellinger, Ottavis - Illiet, Hanke, Machu, Buge, Thévenot | Diffuseur : Aucun | Diffuseur : Aucun |

| 32e journée – 7e     | Amiens AC                                                                                            | 3 – 7   | RC Roubaix |                                            |                                            |
| Dimanche 17 mai 1936 | | (2 – 2) |            | Stade Moulonguet, Amiens Diffuseur : Aucun | Stade Moulonguet, Amiens Diffuseur : Aucun |
| Dimanche 17 mai 1936 | Rapport                                                                                              |         |            | Stade Moulonguet, Amiens Diffuseur : Aucun | Stade Moulonguet, Amiens Diffuseur : Aucun |
| Dimanche 17 mai 1936 | Lesieur - Reid, Delacourt - Cardon, Kellinger, Ottavis - Borsenberger, Illiet, Hanke, Buge, Thévenot | Équipes |            | Stade Moulonguet, Amiens Diffuseur : Aucun | Stade Moulonguet, Amiens Diffuseur : Aucun |

| 33e journée – 5e  | RC Calais | 0 – 1   | Amiens AC                                                                                             |                   |                   |
| Jeudi 21 mai 1936 |           | (0 – 0) | | Diffuseur : Aucun | Diffuseur : Aucun |
| Jeudi 21 mai 1936 | Rapport   |         | | Diffuseur : Aucun | Diffuseur : Aucun |
| Jeudi 21 mai 1936 |           | Équipes | Vaillant - Reid, Thurotte - Cardon, Kellinger, Ottavis - Borsenberger, Machu, Illiet, Hanke, Thévenot | Diffuseur : Aucun | Diffuseur : Aucun |

| 34e journée – 6e     | Amiens AC                                                                                                | 1 – 2   | RC lensois |                                            |                                            |
| Dimanche 31 mai 1936 | | (–)     |            | Stade Moulonguet, Amiens Diffuseur : Aucun | Stade Moulonguet, Amiens Diffuseur : Aucun |
| Dimanche 31 mai 1936 | Rapport                                                                                                  |         |            | Stade Moulonguet, Amiens Diffuseur : Aucun | Stade Moulonguet, Amiens Diffuseur : Aucun |
| Dimanche 31 mai 1936 | Vaillant - Delacourt, Thurotte - Cardon, Kellinger, Ottavis - Borsenberger, Machu, Hanke, Reid, Thévenot | Équipes |            | Stade Moulonguet, Amiens Diffuseur : Aucun | Stade Moulonguet, Amiens Diffuseur : Aucun |

| 26e journée – 5e     | Amiens AC                                                                                            | 1 – 0   | FCO Charleville |                                            |                                            |
| Dimanche 7 juin 1936 | | (1 – 0) |                 | Stade Moulonguet, Amiens Diffuseur : Aucun | Stade Moulonguet, Amiens Diffuseur : Aucun |
| Dimanche 7 juin 1936 | Rapport                                                                                              |         |                 | Stade Moulonguet, Amiens Diffuseur : Aucun | Stade Moulonguet, Amiens Diffuseur : Aucun |
| Dimanche 7 juin 1936 | Vaillant - Reid, Delacourt - Cardon, Kellinger, Ottavis - Borsenberger, Machu, Hanke, Buge, Thévenot | Équipes |                 | Stade Moulonguet, Amiens Diffuseur : Aucun | Stade Moulonguet, Amiens Diffuseur : Aucun |

### Coupe de France
| 4e tour                   | Amiens AC                                                                                   | 3 – 0   | SO Est (A1) |                                            |                                            |
| Dimanche 24 novembre 1935 |                                                                                             | (1 – 0) |             | Stade Moulonguet, Amiens Diffuseur : Aucun | Stade Moulonguet, Amiens Diffuseur : Aucun |
| Dimanche 24 novembre 1935 | Rapport                                                                                     |         |             | Stade Moulonguet, Amiens Diffuseur : Aucun | Stade Moulonguet, Amiens Diffuseur : Aucun |
| Dimanche 24 novembre 1935 | Lesieur - Reid, Niko - Cardon, Redel, Ottavis - Borsenberger, Hanke, Illiet, Buge, Thévenot | Équipes |             | Stade Moulonguet, Amiens Diffuseur : Aucun | Stade Moulonguet, Amiens Diffuseur : Aucun |

| 32e de finale             | AS Sainte-Barbe Oignies | 1 – 7   | Amiens AC                                                                                       |                           |                           |
| Dimanche 15 décembre 1935 |                         | (0 – 4) |                                                                                                 | Oignies Diffuseur : Aucun | Oignies Diffuseur : Aucun |
| Dimanche 15 décembre 1935 | Rapport                 |         |                                                                                                 | Oignies Diffuseur : Aucun | Oignies Diffuseur : Aucun |
| Dimanche 15 décembre 1935 |                         | Équipes | Lesieur - Reid, Delacourt - Cardon, Niko, Ottavis - Borsenberger, Hanke, Illiet, Buge, Thévenot | Oignies Diffuseur : Aucun | Oignies Diffuseur : Aucun |

| 16e de finale           | Amiens AC                                                                                       | 2 – 1   | CS Metz (1) |                                          |                                          |
| Dimanche 5 janvier 1936 |                                                                                                 | (1 – 1) |             | Stade municipal, Reims Diffuseur : Aucun | Stade municipal, Reims Diffuseur : Aucun |
| Dimanche 5 janvier 1936 | Rapport                                                                                         |         |             | Stade municipal, Reims Diffuseur : Aucun | Stade municipal, Reims Diffuseur : Aucun |
| Dimanche 5 janvier 1936 | Lesieur - Reid, Delacourt - Cardon, Niko, Ottavis - Borsenberger, Hanke, Illiet, Buge, Thévenot | Équipes |             | Stade municipal, Reims Diffuseur : Aucun | Stade municipal, Reims Diffuseur : Aucun |

| 8e de finale            | Amiens AC                                                                                      | 1 – 3   | Red Star Olympique (1) |                         |                         |
| Dimanche 2 février 1936 |                                                                                                | (0 – 2) |                        | Lille Diffuseur : Aucun | Lille Diffuseur : Aucun |
| Dimanche 2 février 1936 | Rapport                                                                                        |         |                        | Lille Diffuseur : Aucun | Lille Diffuseur : Aucun |
| Dimanche 2 février 1936 | Lesieur - Reid, Delacourt - Redel, Niko, Ottavis - Borsenberger, Hanke, Illiet, Buge, Thévenot | Équipes |                        | Lille Diffuseur : Aucun | Lille Diffuseur : Aucun |

## Statistiques

### Temps de jeu
| P.  | Joueur               | 1  | 2  | 3  | 4  | 5  | 6  | 7  | 8  | 9  | 10 | 12 | 13 | F1 | 14 | F2 | 15 | 16 | 11 | F3 | 17 | 18 | F4 | 19 | 20 | 21 | 22 | 23 | 24 | 25 | 27 | 28 | 29 | 30 | 31 | 32 | 33 | 34 | 26 |
| --- | -------------------- | -- | -- | -- | -- | -- | -- | -- | -- | -- | -- | -- | -- | -- | -- | -- | -- | -- | -- | -- | -- | -- | -- | -- | -- | -- | -- | -- | -- | -- | -- | -- | -- | -- | -- | -- | -- | -- | -- |
| G   | Robert Lesieur       | 90 | 90 | 90 | 90 | 90 | 90 | 90 | 90 | 90 | 90 | 90 | 90 | 90 | 90 | 90 | 90 | 90 | 90 | 90 | 90 |    | 90 | 90 | 90 | 90 | 90 | 90 | 90 | 90 | 90 | 90 | 90 | 90 | 90 | 90 |    |    |    |
| G   | André Vaillant       |    |    |    |    |    |    |    |    |    |    |    |    |    |    |    |    |    |    |    |    | 90 |    |    |    |    |    |    |    |    |    |    |    |    |    |    | 90 | 90 | 90 |
| D   | Paul Delacourt       | 90 | 90 | 90 | 90 |    | 90 | 90 | 90 | 90 |    |    |    |    | 90 | 90 | 90 | 90 | 90 | 90 | 90 | 90 | 90 | 90 | 90 |    | 90 | 90 |    | 90 |    |    | 90 | 90 | 90 | 90 |    | 90 | 90 |
| D   | Ferenc Niko          |    |    |    |    |    |    |    | 90 | 90 | 90 | 90 | 90 | 90 |    | 90 |    |    | 90 | 90 |    |    | 90 |    |    |    |    |    |    |    |    |    |    |    |    |    |    |    |    |
| D   | James Reid           | 90 | 90 | 90 |    | 90 | 90 | 90 | 90 | 90 | 90 | 90 | 90 | 90 | 90 | 90 | 90 | 90 | 90 | 90 | 90 | 90 | 90 | 90 | 90 | 90 | 90 | 90 | 90 | 90 | 90 | 90 | 90 | 90 | 90 | 90 | 90 | 90 | 90 |
| D/M | Alfred Thurotte      | 90 | 90 | 90 | 90 | 90 |    |    | 90 | 90 | 90 | 90 |    |    |    |    |    |    |    |    |    |    |    |    |    | 90 |    |    | 90 |    |    | 90 |    | 90 |    |    | 90 | 90 |    |
| M   | Fernand Blot         |    |    |    |    |    |    |    |    |    |    |    |    |    |    |    |    |    |    |    |    |    |    |    |    |    |    |    |    |    | 90 |    |    |    |    |    |    |    |    |
| M   | Jean Cardon          |    |    |    |    |    | 90 | 90 | 90 | 90 | 90 | 90 | 90 | 90 | 90 | 90 | 90 | 90 | 90 | 90 | 90 | 90 |    | 90 | 90 | 90 | 90 | 90 | 90 | 90 | 90 | 90 | 90 | 90 | 90 | 90 | 90 | 90 | 90 |
| M   | Franz Kellinger      |    |    |    |    |    |    |    |    |    |    |    |    |    | 90 |    | 90 | 90 |    |    | 90 | 90 |    | 90 | 90 | 90 | 90 | 90 | 90 | 90 | 90 | 90 | 90 | 90 | 90 | 90 | 90 | 90 | 90 |
| M   | Albert Ottavis       |    |    |    | 90 | 90 | 90 | 90 | 90 | 90 | 90 | 90 | 90 | 90 | 90 | 90 | 90 | 90 | 90 | 90 | 90 | 90 | 90 | 90 | 90 | 90 | 90 | 90 | 90 | 90 | 90 | 90 | 90 | 90 | 90 | 90 | 90 | 90 | 90 |
| M   | Raymond Redel        | 90 | 90 | 90 | 90 | 90 |    |    |    |    |    |    | 90 | 90 |    |    |    |    |    |    |    |    | 90 |    |    |    |    |    |    |    |    |    |    |    |    |    |    |    |    |
| M   | Harry Ward           | 90 | 90 | 90 | 90 | 90 | 90 | 90 |    |    |    |    |    |    |    |    |    |    |    |    |    |    |    |    |    |    |    |    |    |    |    |    |    |    |    |    |    |    |    |
| A   | Charles Borsenberger | 90 | 90 | 90 | 90 | 90 | 90 | 90 | 90 | 90 | 90 | 90 | 90 | 90 | 90 | 90 | 90 |    | 90 | 90 | 90 | 90 | 90 | 90 | 90 | 90 | 90 | 90 |    | 90 | 90 | 90 | 90 | 90 |    | 90 | 90 | 90 | 90 |
| A   | Julien Buge          | 90 | 90 | 90 | 90 |    | 90 | 90 | 90 | 90 | 90 | 90 | 90 | 90 |    | 90 | 90 | 90 | 90 | 90 | 90 | 90 | 90 |    |    |    |    |    | 90 |    |    | 90 |    |    | 90 | 90 |    |    | 90 |
| A   | Josef Hanke          | 90 | 90 | 90 | 90 | 90 | 90 | 90 | 90 | 90 | 90 | 90 | 90 | 90 | 90 | 90 | 90 | 90 | 90 | 90 | 90 | 90 | 90 | 90 | 90 | 90 | 90 | 90 | 90 | 90 | 90 | 90 | 90 | 90 | 90 | 90 | 90 | 90 | 90 |
| A   | Pierre Illiet        | 90 | 90 | 90 | 90 | 90 | 90 | 90 | 90 | 90 | 90 | 90 | 90 | 90 | 90 | 90 | 90 | 90 | 90 | 90 | 90 |    | 90 | 90 | 90 | 90 | 90 | 90 | 90 | 90 | 90 | 90 | 90 | 90 | 90 | 90 | 90 |    |    |
| A   | Clément Machu        |    |    |    |    | 90 |    |    |    |    |    |    |    |    | 90 |    |    | 90 |    |    |    | 90 |    | 90 | 90 | 90 | 90 | 90 | 90 | 90 | 90 |    | 90 | 90 | 90 |    | 90 | 90 | 90 |
| A   | Pierre Planchais     |    |    | 90 | 90 | 90 |    |    |    |    |    |    |    |    |    |    |    |    |    |    |    |    |    |    |    |    |    |    |    |    |    |    |    |    |    |    |    |    |    |
| A   | Henry Poujol         |    |    |    |    |    |    |    |    |    |    | 90 |    |    |    |    |    |    |    |    |    |    |    |    |    |    |    |    |    |    |    |    |    |    |    |    |    |    |    |
| A   | Paul Sachy           |    |    |    |    |    | 90 | 90 |    |    |    |    |    |    |    |    |    |    |    |    |    |    |    |    |    |    |    |    |    |    |    |    |    |    |    |    |    |    |    |
| A   | Roger Thévenot       | 90 | 90 |    |    |    |    |    |    |    | 90 |    | 90 | 90 | 90 | 90 | 90 | 90 | 90 | 90 | 90 | 90 | 90 | 90 | 90 | 90 | 90 | 90 | 90 | 90 | 90 | 90 | 90 |    | 90 | 90 | 90 | 90 | 90 |